# 北德克萨斯州收费公路管理局
北德克萨斯州收费公路管理局（North Texas Tollway Authority，简称NTTA）是负责管理北德克萨斯州收费公路、桥梁和隧道养护及运营的组织。由9人组成的理事会管理，其中2名由其管辖区域的县任命，1名由德克萨斯州州长任命。该局为非盈利机构。 

## 当前管理道路

### 收费公路
- 达拉斯北部收费公路（英语：Dallas North Tollway）
- 乔治·布什总统收费公路（英语：President George Bush Turnpike）
- 萨姆·雷伯恩收费公路（英语：Sam Rayburn Tollway）
- 奇泽姆牛车道公园大道（英语：Chisholm Trail Parkway）
- 360号公路收费段（英语：Texas State Highway 360）

### 桥梁和隧道
- 艾迪生机场收费隧道（英语：Addison Airport Toll Tunnel）
- 刘易斯维尔湖收费大桥（英语：Lewisville Lake Toll Bridge）
- 山溪湖大桥（英语：Mountain Creek Lake Bridge）

## 规划中的收费公路
- 达拉斯北部收费公路（英语：Dallas North Tollway）：向北延伸到格雷森县

## 前收费公路或已取消规划
- 达拉斯-沃斯堡收费公路：30号州际公路前身
- 杰西·H·琼斯纪念大桥：现由哈里斯县收费公路管理局管理
- 三一收费公路（英语：Trinity Parkway）：2017年取消规划

## 历史
德克萨斯州收费公路管理局（TTA）为北德克萨斯州收费公路管理局（NTTA）的前身，在1955年开始建设德州第一条收费公路达拉斯-沃斯堡收费公路，道路于1957年开通。最初计划中，为修路发行的债券将在1995年到期，但是债券在1977年就偿清（早于计划17年），道路上的收费站也全部被移除，次年该道路被正式更名为30号州际公路（I-30）。
1966年，TTA开始动工建设现存最久的收费公路达拉斯北部收费公路，首个区间（从I-35E到I-635）于1968年开通。该收费公路在之后不断向北延伸，延伸段分别在1987年、1994年和2007年开通。
1977年，TTA开始建设首座收费桥梁，2.5英里（4.0）长的山溪湖大桥。该桥跨越位于达拉斯县大草原城的山溪湖。
1979年，TTA首个在达拉斯-沃斯堡地区之外项目——2.0英里（3.2）长的杰西·琼斯纪念大桥开始动工，在1982年开通。1994年，TTA将该桥的所有权转让给了新成立的哈里斯县收费公路管理局。
1997年州参议院370号议案通过。该法案废除了之前的独立州级机构德克萨斯州收费公路管理局（TTA），成立了下属于德州交通部的德州收费公路管理局部门。 NTTA作为继任者接管TTA的资产和负债。法案同时还授权其他区域性收费公路管理局的建立。

## 批评
2010年8月，NTTA因为撤换了理事会唯一一名少数族裔成员而遭受职责，9名理事均为白人男性。
在2011年10月的审计报告中，NTTA被指在收益颇丰的收费公路协议招标时，同咨询师有不当讨论，另外也没有明确规定的机构道德规范。